# Гвоздєва Ольга Сергіївна
Ольга Сергіївна Гвоздєва (нар. 17 березня 1942) — радянський та російський художник-постановник.

## Біографія
Народилася 17 березня 1942 року. У 1963—1967 роках навчалася у ВДІКу.
У 1967—1979 роках працювала на кіностудії «Союзмультфільм», у 1979—1982 роках — на студії «Мульттелефільм» творчого об'єднання «Екран». У 1993—1997 роках — знову на «Союзмультфільмі». До 1982 року працювала в ляльковій анімації, після 1993 року — у мальованій.

## Фільмографія

### Художник-постановник
- 1967 — «Франтишек»
- 1968 — «Ніщо не забуто»
- 1969 — «Золотий хлопчик»
- 1970 — «Пригоди Огірочки»
- 1971 — «Край землі»
- 1971 — «Снігові люди»
- 1973 — «Айболить і Бармалей»
- 1974 — «Федорине горе»
- 1976 — «Будь здоровий, зелений ліс!»
- 1977 — «Жила-була курочка»
- 1978 — «Почтарська казка»
- 1979 — «Дядечко Ау»
- 1980 — «Свинопас»
- 1981 — «Палле один у світі»
- 1982 — «Хитра казка, чи впертий лисеня»
- 1982 — «Маленький рудик»
- 1993 — «Мавпочки, вперед!»
- 1995 — «Мавпочки в опері»
- 1997 — «Мавпочки. Швидка допомога»

### Художник
- 1967 — «Легенда про Грига»